# コットンテンソル
微分幾何学では n 次元（擬）リーマン多様体上のコットンテンソル(英: Cotton tensor)は、ワイルテンソルのように、計量に伴う3階のテンソル場である。n ≥ 4 のときのワイルテンソルがそうである（多様体が共形平坦となることと同値）ように、n = 3 の場合には、コットンテンソルがゼロになることと、多様体が共形平坦であることとは同値である。n < 3 に対し、コットンテンソルは恒等的にゼロである。この命名はエミール・コットンにちなんでいる。
n = 3 の場合のコットンテンソルがゼロとなることと計量が共形平坦となるという古典的な結果の証明は、アイゼンハルトにより標準的な可積分性の議論をもちいてなされた。このテンソル密度は、任意の計量に対して微分可能であるという要求と結びついた共形性という性質により一意に特徴づけられることが、(Aldersley 1899)により示された。
最近、3-次元空間の研究では非常に注目されている。その理由は、コットンテンソルはアインシュタイン方程式の中で物質のエネルギー・運動量テンソルとリッチテンソルの間の関係を制限し、一般相対論のハミルトニアン定式化で重要な役割を果たすからである。

## 定義
座標を使って Rij でリッチテンソルを表し、R でスカラー曲率を表すと、コットンテンソルの成分は、
{\displaystyle C_{ijk}=\nabla _{k}R_{ij}-\nabla _{j}R_{ik}+{\frac {1}{2(n-1)}}\left(\nabla _{j}Rg_{ik}-\nabla _{k}Rg_{ij}\right).}
となる。コットンテンソルは2-形式に値を持つベクトルとみなすことができ、n = 3 に対してはホッジスター作用素を使い、これを2階のトレースがゼロとなる自由テンソル密度
{\displaystyle C_{i}^{j}=\nabla _{k}\left(R_{li}-{\frac {1}{4}}Rg_{li}\right)\epsilon ^{klj},}
へ変換することができる。これをコットン・ヨークテンソルと呼ぶこともある。

## 性質

### 共形スケーリング
あるスカラー函数 {\displaystyle \omega } が存在して、計量 {\displaystyle {\tilde {g}}=e^{2\omega }g} の共形スケーリングの下では、クリストッフェル記号は次のように変換する。
{\displaystyle {\widetilde {\Gamma }}_{\beta \gamma }^{\alpha }=\Gamma _{\beta \gamma }^{\alpha }+S_{\beta \gamma }^{\alpha }}
ここに {\displaystyle S_{\beta \gamma }^{\alpha }} は
{\displaystyle S_{\beta \gamma }^{\alpha }=\delta _{\gamma }^{\alpha }\partial _{\beta }\omega +\delta _{\beta }^{\alpha }\partial _{\gamma }\omega -g_{\beta \gamma }\partial ^{\alpha }\omega }
のテンソルである。リーマン曲率テンソルは次のように変換される。
{\displaystyle {{\widetilde {R}}^{\lambda }}_{\mu \alpha \beta }={R^{\lambda }}_{\mu \alpha \beta }+\nabla _{\alpha }S_{\beta \mu }^{\lambda }-\nabla _{\beta }S_{\alpha \mu }^{\lambda }+S_{\alpha \rho }^{\lambda }S_{\beta \mu }^{\rho }-S_{\beta \rho }^{\lambda }S_{\alpha \mu }^{\rho }}
{\displaystyle n} -次元多様体では、リッチテンソルは縮約したRiemannテンソルで表すことで、次の式になることが分かる。
{\displaystyle {{\widetilde {R}}^{\lambda }}{}_{\mu \alpha \beta }={R^{\lambda }}_{\mu \alpha \beta }+\nabla _{\alpha }S_{\beta \mu }^{\lambda }-\nabla _{\beta }S_{\alpha \mu }^{\lambda }+S_{\alpha \rho }^{\lambda }S_{\beta \mu }^{\rho }-S_{\beta \rho }^{\lambda }S_{\alpha \mu }^{\rho }}
同様に、リッチスカラー（スカラー曲率）は次のように変換される。
{\displaystyle {\widetilde {R}}=e^{-2\omega }R-2e^{-2\omega }(n-1)\nabla ^{\alpha }\partial _{\alpha }\omega -(n-2)(n-1)e^{-2\omega }\partial ^{\lambda }\omega \partial _{\lambda }\omega }
これらの事実を互いに組み合わせると、コットン・ヨークテンソルは次のように変換されると結論づけられる。
{\displaystyle {\widetilde {C}}_{\alpha \beta \gamma }=C_{\alpha \beta \gamma }+(n-2)\partial _{\lambda }\omega {W_{\beta \gamma \alpha }}^{\lambda }}
あるいは、座標とは独立な記述をするならば、
{\displaystyle {\tilde {C}}=C\;+\;\operatorname {grad} \,\omega \;\lrcorner \;W,}
となる。右辺の勾配(gradient)の部分はワイルテンソル  W の対称性を保つ部分との内積を取ることを意味する。

### 対称性
コットンテンソルは対称性
{\displaystyle C_{ijk}=-C_{ikj}\,}
を持ち、従って、
{\displaystyle C_{[ijk]}=0.\,}
となる。加えて、ワイルテンソルについてのビアンキ公式は次のように書くことができる。
{\displaystyle \delta W=(3-n)C,\,}
ここに {\displaystyle \delta } は W の第一成分の正の発散(divergence)である。